# U kandžama orla (1994.)
Prvi amaterski filmski uradak Bore Leeja traje tek nešto kraće od 15 minuta i ima krajnje jednostavan zaplet.

## Radnja filma
Bore i njegov prijatelj Mile ostave na prozoru medalju (osvojenu na velikom turniru u karateu) koju im ukrade banda. Tijekom filma Bore nekoliko puta pretuče bandu usprkos njihovim podlim planovima da ga nadvladaju (uz pomoć prevara i hladnog oružja te premlaćivanjem Mile) no oni mu uporno ne žele vratiti medalju sve dok ih ne pretuče u posljednjoj bici. Kad mu konačno vrate ukradenu medalju, on im oprosti i otjera ih kući jer je pao mrak.

## Zanimljivosti
Film je snimao snimatelj koji inače snima svadbe i sprovode, a Bore ga je "unajmio" na jedan dan za 50 DEM koliki je, otprilike, bio i budžet filma. 
Ovaj film se može pronaći kao dodatak na DVD-u "Bore Lee: U kandžama velegrada" u izdanju Continental Filma.